# Metajapyx
Metajapyx es un género de Diplura en la familia Japygidae.

## Especies
- Metajapyx aemulans (Silvestri, 1932)
- Metajapyx athenarum (Cook, 1899)
- Metajapyx besucheti Pagés, 1978
- Metajapyx bonadonai Pagés, 1954
- Metajapyx braueri (Verhoeff, 1904)
- Metajapyx codinai (Silvestri, 1929)
- Metajapyx confectus Silvestri, 1948
- Metajapyx creticus (Cook, 1899)
- Metajapyx dalmaticus (Silvestri, 1931)
- Metajapyx doderoi (Silvestri, 1934)
- Metajapyx firmus (Silvestri, 1931)
- Metajapyx folsomi Silvestri, 1948
- Metajapyx gallicus (Silvestri, 1934)
- Metajapyx garganicus Silvestri, 1948
- Metajapyx gojkovici Pagés, 1954
- Metajapyx heterocercus Muegge & Bernard, 1990
- Metajapyx illinoiensis Smith & Bolton, 1964
- Metajapyx inductus (Silvestri, 1933)
- Metajapyx latens (Silvestri, 1933)
- Metajapyx leruthi Silvestri, 1948
- Metajapyx magnifimbriatus Muegge & Bernard, 1990
- Metajapyx mauritanicus (Silvestri, 1908)
- Metajapyx moroderi (Silvestri, 1929)
- Metajapyx multidens (Cook, 1899)
- Metajapyx parvidens Silvestri, 1948
- Metajapyx pauliani (Silvestri, 1938)
- Metajapyx peanoi Pagés, 1980
- Metajapyx pervengens (Silvestri, 1933)
- Metajapyx phitosi Pagés, 1983
- Metajapyx propinquus (Silvestri, 1948)
- Metajapyx remingtoni Smith & Bolton, 1964
- Metajapyx repentinus Pagés, 1954
- Metajapyx schwarzi Ewing & Fox, 1942
- Metajapyx siculus (Verhoeff, 1923)
- Metajapyx steevesi Smith & Bolton, 1964
- Metajapyx strouhalae Paclt, 1957
- Metajapyx subterraneus (Packard, 1874)
- Metajapyx viti Pagés, 1993